# Mezinárodní uznání severního Kypru
Severokyperská turecká republika je stát na severu Kypru, který vyhlásil nezávislost na Kyperské republice 15. listopadu 1983. Vyhlášení nezávislosti předcházel puč na Kypru v roce 1974 a následná invaze tureckého vojska. Od roku 1974 na severu Kypru fungoval de facto nezávislý stát, ale při vyhlášení nezávislosti byl uznán pouze Tureckem a zbytek světa ho nadále považuje za součást Kyperské republiky. Oficiálně nebyl severní Kypr žádnou další zemí uznán, ale byl přijat do několika oficiálních organizací jako pozorovatel pod názvem „Turecký kyperský stát“. V roce 2011 navázal severní Kypr diplomatické vztahy s Libyí, ale ani ta ho oficiálně neuznala.

## Referendum
V roce 2004, kdy měla být Kyperská republika přijatá do EU, bylo na celém ostrově uspořádáno referendum o sjednocení obou republik. V referendu se většina obyvatel severního Kypru vyslovila pro sjednocení, ale většina obyvatel jižního Kypru byla proti. Ke sjednocení tedy nedošlo a Kyperská republika vstoupila do EU bez severního Kypru.

## Organizace
Po referendu byl severní Kypr oficiálně přijat jako pozorovatel do Organizace islámské spolupráce a parlamentního shromáždění Rady Evropy. Členové těchto organizací jej oficiálně neuznávají. V roce 2012 byl severní Kypr přijat do organizace Ekonomické spolupráce.

## Státy, které uznaly Severokyperskou republiku

### Členské státy OSN
| Pořadí | Stát    | Datum uznání nezávislosti | Datum navázání diplomatických styků | Členství v mezinárodních organizacích |
| ------ | ------- | ------------------------- | ----------------------------------- | ------------------------------------- |
| 1      | Turecko | 15. listopadu 1984        | ‒                                   |                                       |

### Části suverénních států
| Pořadí | Stát                              | Datum uznání nezávislosti | Stát, jehož je oblast součástí |
| ------ | --------------------------------- | ------------------------- | ------------------------------ |
| 1      | Nachičevanská autonomní republika | 2004                      | Ázerbájdžán                    |